# Di-ethyleenglycolmonomethylether
Di-ethyleenglycolmonomethylether is een organische verbinding met als brutoformule C5H12O3. Het is een heldere, kleurloze vloeistof, die zeer goed oplosbaar is in water. Het wordt gebruikt als industrieel oplosmiddel.

## Toxicologie en veiligheid
De stof reageert met sterk oxiderende stoffen en kan waarschijnlijk ontplofbare peroxiden vormen. Boven 93°C kunnen ontplofbare damp- en luchtmengsels worden gevormd.